# 科默 (喬治亞州)
科默（英語：Comer）是一個位於美國喬治亞州麥迪遜縣的城市。

## 地理
科默的座標為34°03′47″N 83°07′30″W / 34.06306°N 83.12500°W，而該地的平均海拔高度為214米（即702英尺）。

## 人口
根據2010年美國人口普查的數據，科默的面積為8.20平方千米，當中陸地面積為8.00平方千米，而水域面積為0.20平方千米。當地共有人口1126人，而人口密度為每平方千米137.32人。